# Letopočet

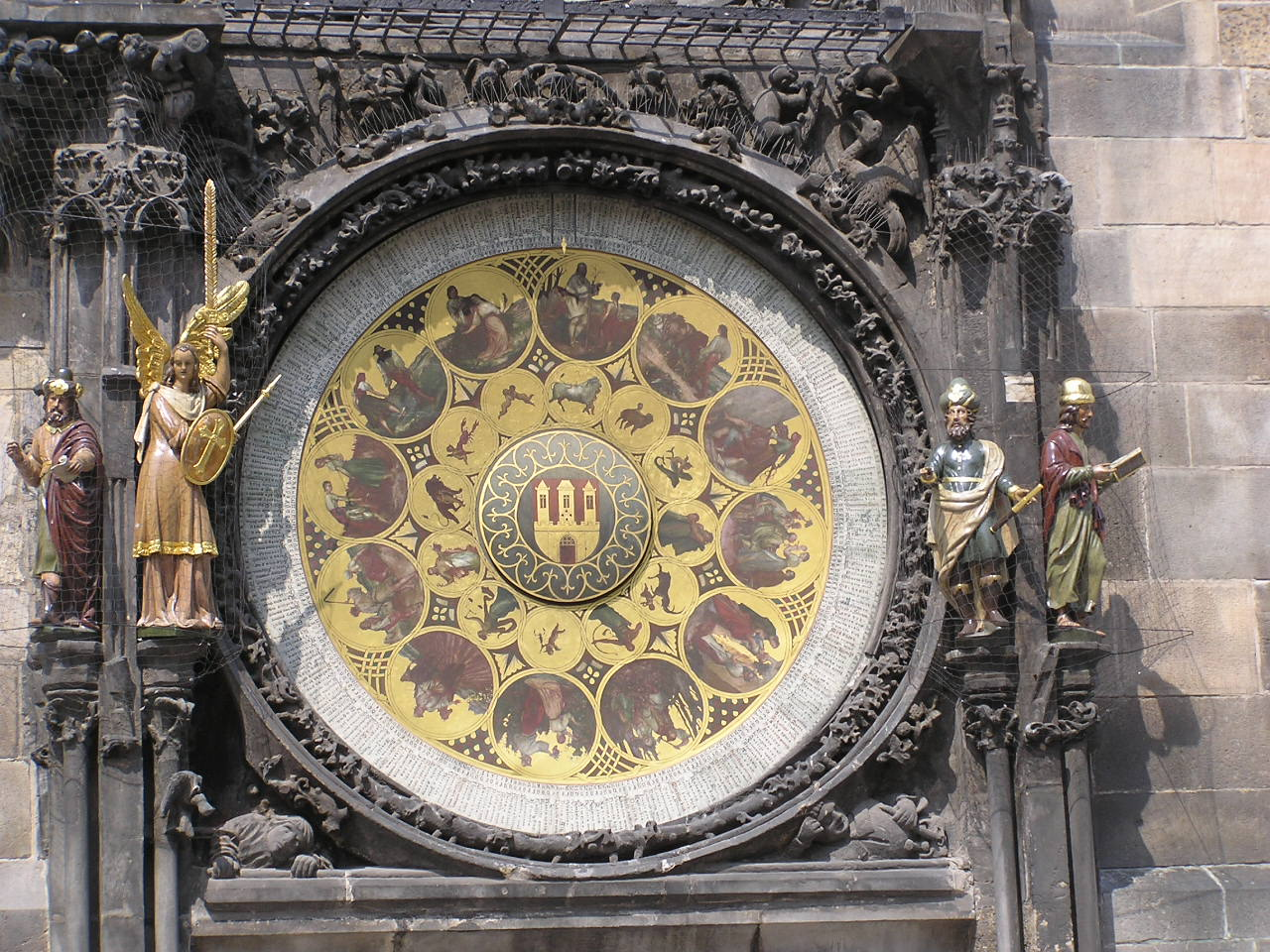
Kalendář pod orlojem na Staroměstském náměstí v Praze.

Letopočet čili éra je souvislé číslování let od nějaké významné události, historické nebo legendární. Epocha se nazývá den, kterým tato éra začíná. Letopočet umožňuje především datování událostí. Letopočet bývá součástí určitého kalendáře a jeho používání omezeno na určitou civilizační oblast. Jako světový standard se používá tzv. náš letopočet převzatý z křesťanského gregoriánského kalendáře.

## Počátek letopočtu
Epocha v oboru astronomie a chronologie je počátek počítání roků, okamžik, ke kterému vztahujeme časové údaje. Rozlišujeme dva typy:
- epochu jedinečnou, u které se předpokládá, že nastala (myslitelné je i to, že teprve nastane) jedinkrát, například vznik resp. stvoření světa, narození spasitele, založení města, vypuknutí konečné revoluce a podobně, a
- epochy vícečetné, opakované, typicky ve stabilizovaných státech od nástupu vládce nebo dynastie.

Jsou systémy, kde roční období epochy má číslo nula či jedna, zda počítat rok samotného okamžiku epochy - tedy jestli
- první rok je rokem oné události, jak je přijato obecně ve společnosti včetně historiografie a letopočet začíná rokem 1. (prvním). A předchází mu první rok „záporný“, tj. první před letopočtem (tj. neexistuje rok nultý a například století začíná jako řadová číslovka rokem 2001. a nikoli rokem 2000), anebo
- jde o počítání let až po epoše, kdy rok epochy je zároveň před událostí, okamžikem epochy, před epochou, ale i po ní, tedy rokem nula. Astronom Jacques Cassini v roce 1740 prosadil tento rok 0 pro astronomii (a od roku 2000 je i v normě ISO 8601). Po roce nula následuje rok 1 (jedna) atd. Před ním je rok -1, jedna před (naším) letopočtem.

### Relativita epochy
Obecně platí, že zatímco počítání let je v zásadě objektivní, stanovení epochy je výhradně věcí společenské dohody, nemá předem dané přirozené pravidlo. Jediný objektivní okamžik je současný okamžik, toto období a zejména pak tento rok.
Jediným objektivním, přirozeným letopočtem by bylo počítání let relativní od tohoto roku (resp. od nynějška apod.) obdobně, jako se relativně počítají roky v běžné řeči: „tohoto roku“, „letos“, „vloni“, „napřesrok“ nebo „příští, přespříští, minulý a předminulý rok“. Tomu ale v historiografii brání nestabilita, neustálá proměna takové epochy, časový údaj, letopočet by se stále měnil a nemohl by se věrohodně zapsat.
Tam, kde buď nemá význam rozlišit, zda se údaj vztahuje k našemu letopočtu nebo k současnosti (např. velmi dávná minulost), anebo jde právě o porovnání se současností, je přirozené ovšem takto roky počítat, např. „před dvěma miliony let“ nebo „za dva tisíce let“, i když stejný význam má zařazení do letopočtu: „kolem roku 2 000 000 před naším letopočtem“ resp. „v roce 4014 (n. l.)“.

## Nejpoužívanější letopočty

### V Česku
V Česku se u zápisu roku éra nejčastěji neurčuje, nepoznamenává a předpokládá se počítání v naší nynější éře, křesťanské, původně odvozené od data narození Ježíše z Nazaretu. Pokud by mohlo dojít k nejasnosti - protože by mohlo jít o rok před epochou naší éry anebo o rok jiného letopočtu - přidává se za číslem roku formule našeho letopočtu, zkratkou „n. l.“, nově také občanského letopočtu, zkratkou „o. l.“, v křesťanském prostředí Léta Páně, zkratkou LP, případně latinsky Anno Domini, zkr. AD.
Rok naopak předcházející epoše našeho letopočtu se označit musí jako před Kristem, zkratkou „p. K.“, nyní častěji sekulárně před naším letopočtem, zkracované na př. n. l. a obdobně před občanským, zkratkou „př. o. l.“, Teoreticky by byla správnější formulka před naší epochou (př. n. e.) a je také možné se odvolávat na slovo éra místo letopočtu: před naší érou (př. n. é.), ale v praxi se tyto pojmy při zápisu letopočtu nepoužívají.

### Ve světě
V jiných částech světa, případně pro náboženské účely se používají další letopočty, zpravidla spojené s příslušným kalendářem, např.
- čínský,
- islámský – Anno Hegirae,
- židovský – Anno Mundi,
- indický, ale právě v Indii se používá řada dalších kalendářů, jako je hinduistický.

Běžné je i používání více letopočtů zároveň, zpravidla s jedním letopočtem (a případně s kalendářem, nyní gregoriánským) státním, a podle příslušnosti k církvi nebo společenství letopočet (s kalendářem) církevní resp. spolkový.

### Občanský letopočet
Občanský letopočet (o. l.) odpovídá dané specifické skupině (např. kultuře, národu, atd.), dalo by se o něm mluvit jako o „místním“, skupinovém, např. národním apod. Např. dozvídáme-li se v knihách judaismu data o. l., jsou to data odpovídající židovskému kalendáři. Tak např. den o. l. židovské kultury: 27 Sivan, 5771 podle gregoriánského kalendáře má v datum 29. červen 2011. „Občanský letopočet“ je dnes velmi často mylně zaměňován za „náš letopočet“ (tj. gregoriánský), a to i v odborné literatuře, právě jako odlišení od označení křesťanského (léta Páně, LP) nebo obecně náboženského.

## Historické letopočty
- byzantský letopočet - počítal se od 1. září 5508 př. n. l., stvoření světa (vypočteno podle údajů o věku jednotlivých osob v Bibli).
- astronomický letopočet - počítá se od 1. ledna 4713 př. n. l., doby, kdy se setkává několik astronomických cyklů. Počítá se ve dnech, měl by se nazývat proto „denopočet“.
- židovský letopočet - počítá se od 7. října 3761 př. n. l., zkratka AM, Anno mundi čili "roku světa" (vypočteno podle údajů o věku jednotlivých osob v Bibli).
- mayský letopočet - počítal se od 13. července 3114 př. n. l. konec 4. věku.
- starořecký letopočet - počítal se od 1. července 776 př. n. l., konání prvních olympijských her.
- římský letopočet - počítal se od 21. dubna 753 př. n. l., založení města Říma (označuje se ab urbe condita).
- křesťanský letopočet - počítá se od 1. ledna roku 1 n. l., dodatečně vypočteného roku narození Ježíše Krista (zkratka AD, Anno Domini čili léta Páně, zkratka LP)
- starý arménský kalendář - počítá se od 11. července (po úpravě ve 12. století od 11. srpna) roku 552
- islámský letopočet - počítá se od 24. září 622, Mohamedova útěku z Mekky do Medíny (tzv. hidžra)
- francouzský republikánský letopočet - počítal se od rovnodennosti dne 22. září 1792, dne vyhlášení Republiky (používal se do roku 1806)
- fašistický letopočet - počítal se od 28. října roku 1922, král Viktor Emanuel III. předal vládu do rukou Mussoliniho. Byl zrušen s pádem fašismu v Itálii 25. července 1943

## Větší periody
Rok je zpravidla nejdelší počítanou periodou, ale některé systémy počítání času mají i delší opakující se období - stálé nebo proměnlivé. Pak se rok určuje pořadím v takovém „období“ obdobně, jako den týdnu nebo v měsíci, a jako se určuje rok v rámci opakujících se ér, např. 5. rok 12. egyptské královské dynastie. Jiným takovým letopočtem je ročení podle starořeckého způsobu číslem čtyřletého olympijského cyklu a v jeho rámci číslem roku. Ještě složitější systém má hinduistický kalendář.